# 村田愛里咲
村田 愛里咲（むらた ありさ、1990年（平成2年）10月17日 - ）は、日本の元フリースタイルスキー選手。専門はモーグルで、北翔大学卒業。身長は151.5cm。

## 来歴
福岡県北九州市若松区出身。実家は行学幼稚園および姉妹園である若松青葉幼稚園を経営している。
叔父の勧めで小学生からスキーを始め、小学校6年生からトランポリンクラブスペースウォークに通い始める。当時、福岡ジュニア選手権で競った同学年のライバルに現プロボクサーの黒木優子がいた。兄の影響で中学1年生のときにアルペンからモーグルに転向、トランポリンでは調整力を養うと同時にエアーパフォーマンスを磨き、中学2年生のころには後に彼女の武器となるフルツイスト（後方伸身宙返り1回捻り）をマスターする。
中学卒業後、モーグルに専念できる環境を求めて北海道札幌市の北海道尚志学園高等学校（現北海道科学大学高等学校）に単身スキー留学した。卒業後は北翔大学生涯学習システム学部学習コーチング学科に入学、同大スキー部に所属。バンクーバーオリンピック日本代表に選ばれ、本番ではエアパフォーマンスで高い評価を受け、オリンピック初出場にして8位入賞を果たした。九州出身者としては初のスキー五輪代表選手である。
- 1997年（平成9年）3月 - 行学幼稚園卒園[6][7]。
- 2003年（平成15年）3月 - 北九州市立江川小学校卒業[8]。
- 2006年（平成18年）3月 - 北九州市立洞北中学校卒業。
- 2009年（平成21年）3月 - 北海道尚志学園高等学校（現北海道科学大学高等学校）卒業。
- 2009年（平成21年）3月18日 - フリースタイルスキー・ワールドカップにおいて「ルーキーオブザイヤー」（最も優れた新人に贈られる賞）を受賞した[9]。
- 2009年（平成21年）4月 - 北翔大学入学。
- 2010年（平成22年）1月13日 - バンクーバーオリンピック女子モーグル日本代表に選出された。
- 2010年（平成22年）2月14日 - バンクーバーオリンピック女子モーグル8位入賞。
- 2013年（平成25年）4月 - 行学幼稚園に教諭として赴任[1]。
- 2014年（平成26年）2月 - ソチオリンピック女子モーグル決勝進出も直前練習で負傷したため棄権。
- オフシーズンには趣味で始めたダーツの大会にエントリーし、決勝進出も果たしている。
- 2018年（平成30年）3月18日 - 札幌市で行われた全日本選手権を最後に現役を引退[10]。

## 主な戦績
2006年-2007年シーズン
- 全日本選手権 - モーグル3位

2007年-2008年シーズン
- 全日本選手権 - デュアルモーグル優勝

2008年-2009年シーズン
- 全日本選手権 - モーグル3位
- 全日本選手権 - デュアルモーグル5位
- 世界選手権（猪苗代） - モーグル19位
- 世界選手権（猪苗代） - デュアルモーグル13位
- ワールドカップ（フランス・メリベル） - デュアルモーグル22位
- ワールドカップ（カナダ･サイプレス） - モーグル21位
- ワールドカップ（スウェーデン・オーレ） - モーグル23位

2009年-2010年シーズン
- ワールドカップ（フィンランド・スオム） - モーグル15位
- バンクーバーオリンピック - モーグル8位
- ワールドカップ（スペイン・シエラネバダ） - モーグル7位